# Sayaka Fernández Díaz
Sayaka Fernández Díaz (Plasencia, 22 de junio de 1978) es una documentalista, directora, guionista de cine y activista española.

## Biografía
Nació en Plasencia en 1978. Su nombre peculiar viene de la serie Mazinger Z. Veintidós personas en España se llamaban Sayaka en 2023.

### Trayectoria profesional
Fue técnica del Observatorio astronómico de Monfragüe en Cáceres, desarrollando, entre otros, proyectos como Astronomía Táctil, programas de ciencia ciudadana con la NASA y jornadas sobre exoplanetas 2018. Posteriormente ha sido técnica en el C.I. Birdcenter Monfragüe y en C.I. de Arte rupestre organizando diversas jornadas y actividades para poner en valor los hallazgos rupestres de la comarca.
Colabora en la realización de actividades socioculturales con las personas mayores y las mujeres de Torrejón el Rubio, organizando entre otras actividades, el Festival de Oficios antiguos, Festival de Títeres, teatro de calle y recopilación y grabación de antiguas leyendas de Monfragüe.

### Trayectoria cinematográfica
Comenzó haciendo cine en enero de 2013, mientras estudiaba el Grado Superior de Producción Audiovisual, Radio y Espectáculos en IES El Brocense (Cáceres). Su primer trabajo, La Columna (2013), ganó el I Certamen de Igualdad de Oportunidades entre hombres y mujeres convocado por la Oficina de Igualdad de la Mancomunidad Riberos del Tajo; y fue finalista en la 1.ª edición del Festival de Cortometrajes sobre violencia de género de la Diputación Provincial de Jaén (Jaén).
En 2014, con tres compañeros del Grado fundaron AudioExtremaVisual (AEV) Producciones para escribir y dirigir cortometrajes y enviarlos a festivales de cine.  Llegaron a ser 12 integrantes, realizando 22 cortometrajes, la mayoría con AEV Producciones, y una película de comedia; y obteniendo varios reconocimientos en festivales. Ha realizado también documentales como Los rostros de la celiaquía (2012), Las pintoras de la prehistoria (2014), En los cielos del Parque Nacional de Monfragüe (2014).
Dirigió de 2012 a 2014 el Festival Internacional de Cortometrajes MonfragüeFilms, uno de los festivales de cine más importantes y más destacados de Extremadura debido a su participación de obras.

### Trayectoria activista
En 2015 grabó el cortometraje 27 de mayo, que abordó, por primera vez en Extremadura, las dificultades de las personas, y de su entorno, para adaptarse a la celiaquía. Desde 2013 es delegada en Cáceres de la Asociación de Celiacos de Extremadura (ACEX).

## Premios y reconocimientos
- 2013 Premio Extraordinario de Formación Profesional Grado Superior por el Gobierno de Extremadura.[19]
- 2014 Cortometraje La Columna, ganador del I Certamen de Igualdad de Oportunidades entre hombres y mujeres.[20][21]
- 2014 Cortometraje Control,[22] entre los siete finalistas por votación popular entre 328 cortometrajes en el II festival nacional Corto de Azúcar, convocado por la Federación de Diabéticos Españoles.[23][24]
- 2015 Cortometraje Cucharas y tenedores, ganador del 2.º Festival de cortos "Sabemos de lo que hablamos". Certamen organizado por el Instituto de la Mujer de Extremadura.[25]
- 2016 Premio del III Festival Nacional de Cortometrajes 'Vía de la Plata' El fantasma de la cava.[26]
- 2016 Finalista del I Festival de Cortometrajes Gentinosu Film Fest! con El fantasma de la cava.[27]